# Eranthis bulgarica
Eranthis bulgarica är en ranunkelväxtart som först beskrevs av Stefanov, och fick sitt nu gällande namn av Stefanov. Eranthis bulgarica ingår i släktet vintergäckar, och familjen ranunkelväxter. Inga underarter finns listade i Catalogue of Life.